# Bommelerwaard
Il Bommelerwaard è una regione geografica del sud-ovest della Gheldria, nei Paesi Bassi. Si estende per 147,6 km² conta circa 50.000 abitanti. Si tratta di una parte della cosiddetta Rivierenland (terra dei fiumi), situata tra Reno, Waal e Mosa.
L'area prende il nome dalla principale città, Zaltbommel, localmente chiamata semplicemente Bommel.